# Любенецькі
Любенецькі (пол. Lubienieccy) — шляхетські роди.

## гербу Сас

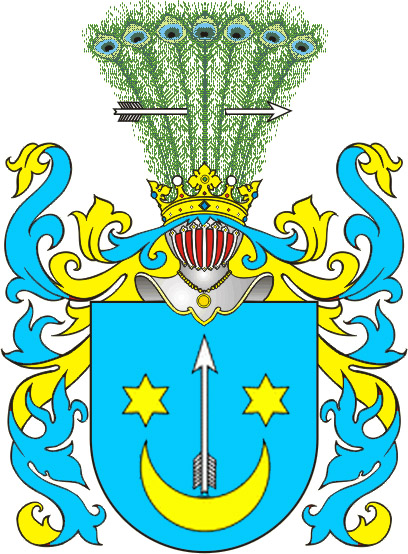
варіант гербу Сас

### Представники
- Станіслав
  - Валеріан (1561, Дем'янка, тепер Жидачівський район — 1617?) — бернардин, біскуп РКЦ в Бакеу.[1]

### Рудницькі-Любенецькі
Одна з гілок прийняла прізвище Рудницькі, правдоподібно від села Рудники.

### Представники
- Олександр Рудницький-Любенецький, дружина Маріанна з Тимінських
  - Теодосій Рудницький-Любенецький
  - Сильвестр — єпископ УГКЦ

## гербу Роля

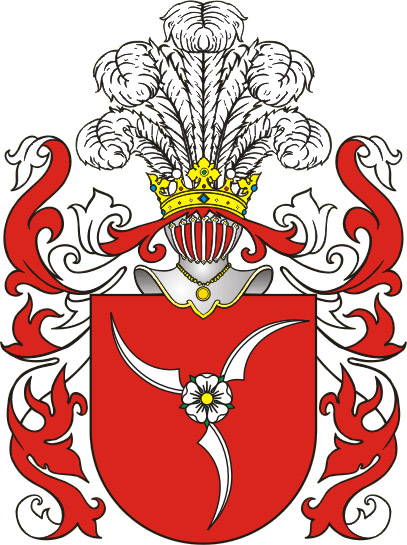
варіант гербу Роля

### Представники
- Станіслав, дружина — Катажина Собеська
  - Анджей (1551/2-1623) — аріянський письменник, дружина — Катажина Островська
    - Пйотр (†1640)
    - Марек (†після 1665 в еміграції)
    - Анна — дружина Андрія Чаплича
    - Ельжбета — дружина Йоахіма Рупньовського

  - Станіслав (бл.1558—1633) — аріянський богослов, полеміст, дружина — Уршуля Отвіновська
    - Станіслав (1623—1675) — аріянський діяч, астроном, дружина — Зофія з Бжеських
      - Теодор Богдан (1654—бл.1718) — художник, гравер
      - Кшиштоф (1659—1729) — художник, гравер

  - Кшиштоф (1561—1624), дружина — Анна Отвіновська
    - Анджей (1590—бл.1667)
      - Томаш, його маєток конфіскували у 1661 році як «поаріянський кадук»

    - Кшиштоф (1598—1648) — «міністр» аріян

- Томаш — власник маєтку Вишоти (Черська земля), частини Любениць (повіт Пшедецький), жружина — Аґнешка з Вишотів
  - Ян Дамасцен Миколай (бл.1651—1714) — бакеуський єпископ РКЦ, провінціял домініканців

## герб невідомий
- Григорій — управитель маєтку Жевуських в Олеську
  - Юліян Любенецький

- Каєтан Александер
  - Ян Генрик Любенецький (1877, Черняхів на Волині — 1947) — доктор медицини